# Saint-Malo-en-Donziois
Saint-Malo-en-Donziois est une commune française située dans le département de la Nièvre, en région Bourgogne-Franche-Comté.

## Géographie

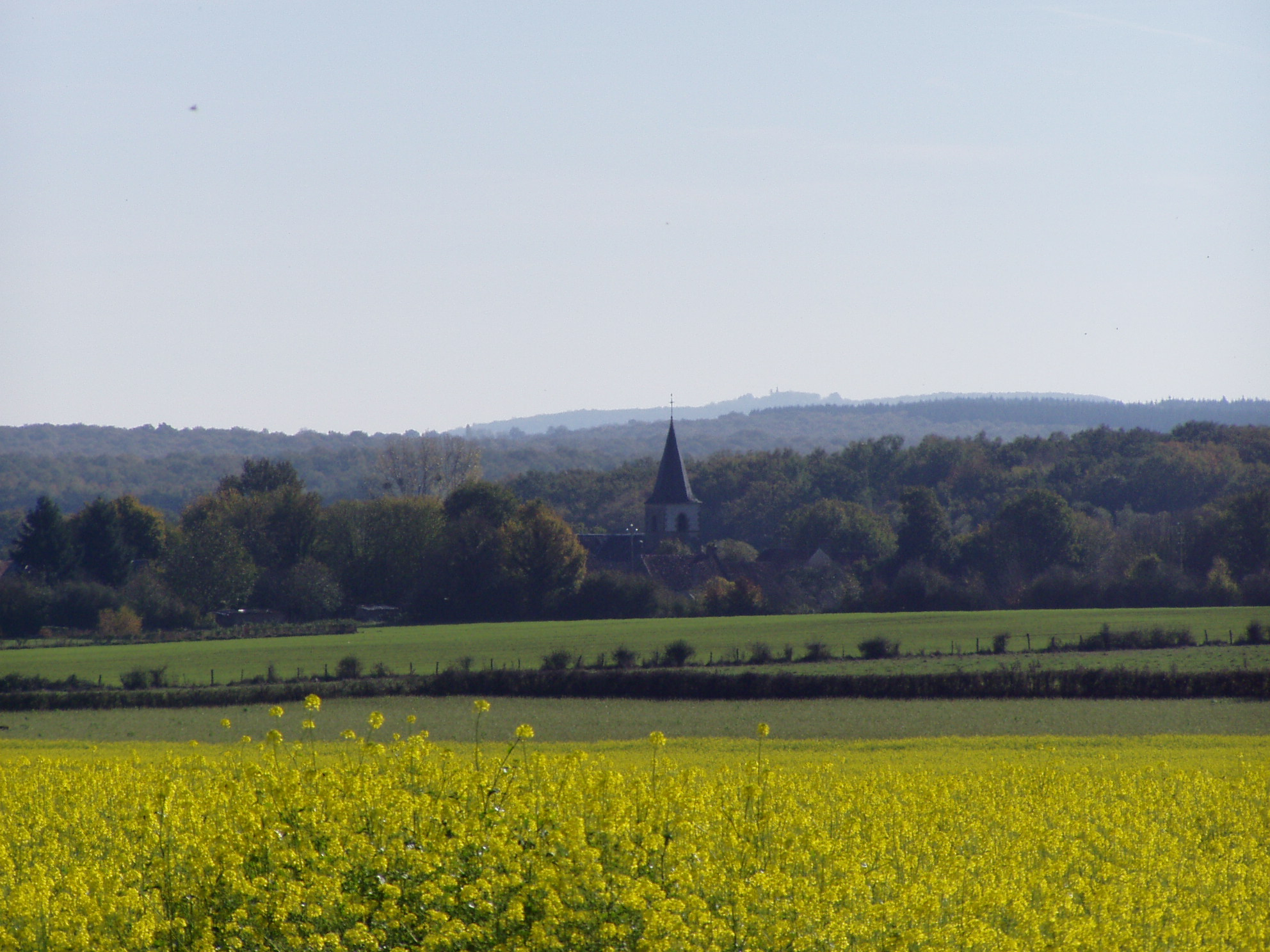
Vue générale.

Saint-Malo-en-Donziois est un petit village de 128 habitants (recensement de 2017), situé à l'écart de la route nationale 151 à égale distance de La Charité-sur-Loire et de Clamecy (Nièvre). Outre le bourg, Saint-Malo regroupe plusieurs hameaux et habitations isolés : le Beauchot, la Bergerie, les Carrés, le Domaine-Neuf, les Gardes, les Métairies, les Ponteaux, les Potiers et les Satiats.

### Géologie
Le sous-sol est essentiellement composé de roches calcaires, marnes et gypses.

### Climat
Pour des articles plus généraux, voir Climat de la Bourgogne-Franche-Comté et Climat de la Nièvre.
En 2010, le climat de la commune est de type climat océanique dégradé des plaines du Centre et du Nord, selon une étude du Centre national de la recherche scientifique s'appuyant sur une série de données couvrant la période 1971-2000. En 2020, Météo-France publie une typologie des climats de la France métropolitaine dans laquelle la commune est exposée à un climat océanique altéré et est dans la région climatique  Centre et contreforts nord du Massif Central, caractérisée par un air sec en été et un bon ensoleillement. 
Pour la période 1971-2000, la température annuelle moyenne est de 10,6 °C, avec une amplitude thermique annuelle de 15,7 °C. Le cumul annuel moyen de précipitations est de 869 mm, avec 12,3 jours de précipitations en janvier et 8 jours en juillet. Pour la période 1991-2020, la température moyenne annuelle observée sur la station météorologique de Météo-France la plus proche, « Premery », sur la commune de Prémery à 16 km à vol d'oiseau, est de 11,1 °C et le cumul annuel moyen de précipitations est de 911,1 mm. 
La température maximale relevée sur cette station est de 40,5 °C, atteinte le 11 août 2003 ; la température minimale est de −15,1 °C, atteinte le 26 janvier 2007,,. 
Les paramètres climatiques de la commune ont été estimés pour le milieu du siècle (2041-2070) selon différents scénarios d'émission de gaz à effet de serre à partir des nouvelles projections climatiques de référence DRIAS-2020. Ils sont consultables sur un site dédié publié par Météo-France en novembre 2022.

## Urbanisme

### Typologie
Au 1er janvier 2024, Saint-Malo-en-Donziois est catégorisée commune rurale à habitat très dispersé, selon la nouvelle grille communale de densité à sept niveaux définie par l'Insee en 2022.
Elle est située hors unité urbaine et hors attraction des villes,.

### Occupation des sols
L'occupation des sols de la commune, telle qu'elle ressort de la base de données européenne d’occupation biophysique des sols Corine Land Cover (CLC), est marquée par l'importance des territoires agricoles (65,3 % en 2018), une proportion identique à celle de 1990 (65,3 %). La répartition détaillée en 2018 est la suivante : prairies (37,7 %), forêts (32,3 %), terres arables (25,1 %), milieux à végétation arbustive et/ou herbacée (2,5 %), zones agricoles hétérogènes (2,4 %). L'évolution de l’occupation des sols de la commune et de ses infrastructures peut être observée sur les différentes représentations cartographiques du territoire : la carte de Cassini (XVIIIe siècle), la carte d'état-major (1820-1866) et les cartes ou photos aériennes de l'IGN pour la période actuelle (1950 à aujourd'hui).

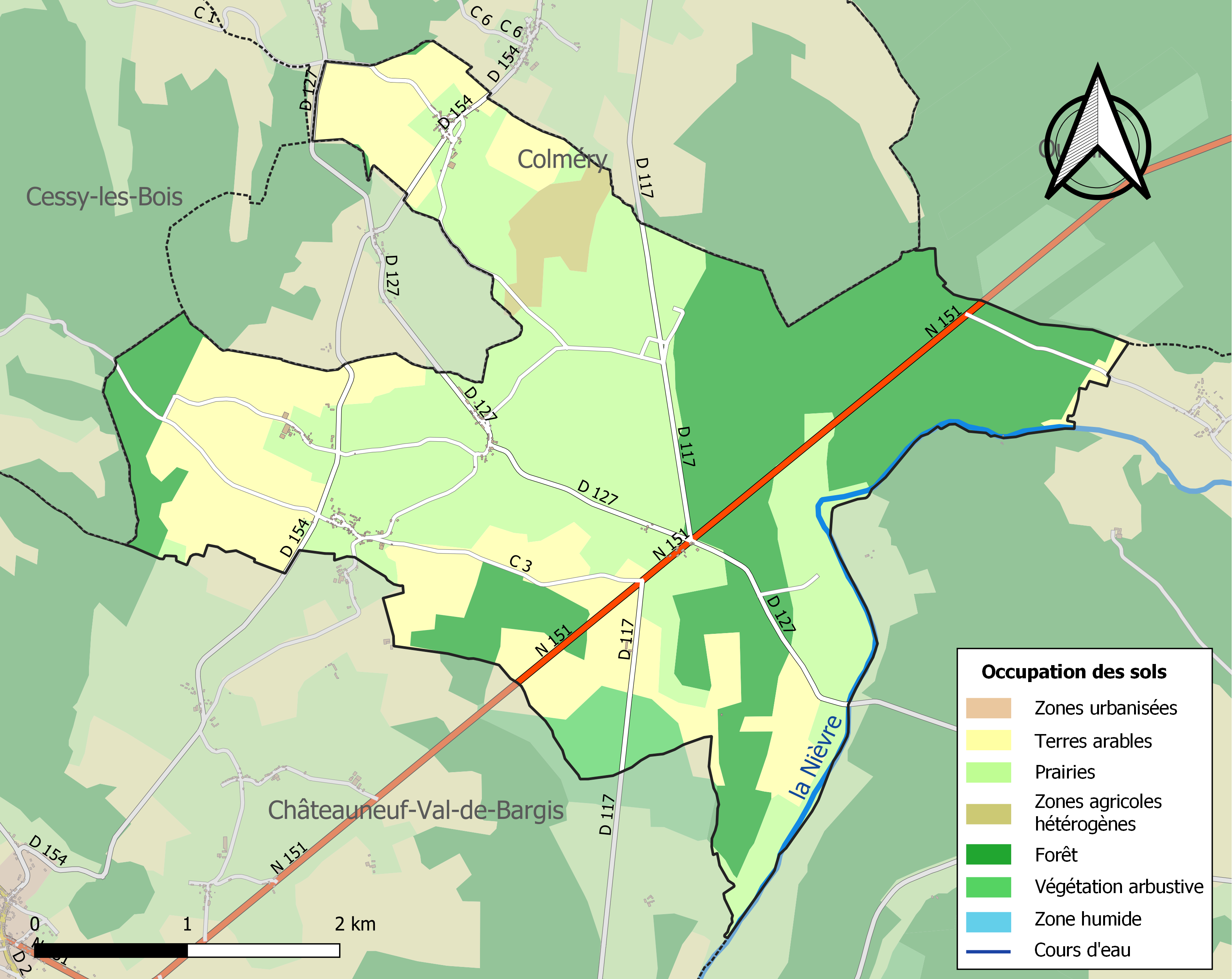
Carte des infrastructures et de l'occupation des sols de la commune en 2018 (CLC).

## Toponymie
On relève les formes suivantes du nom de la commune : Sanctus-Macutus (1535), Sainct-Mallo-les-Boys (1538) et Fonds libre (période révolutionnaire).
Le nom du village viendrait de sa première église, dont l'existence est attestée en 1152 et qui dépendait alors du prieuré de Cessy-les-Bois.
L’hypothèse selon laquelle le village résulterait d’un défrichement récent (XVIe siècle), effectué par des colons bretons ou normands, semble donc devoir être abandonnée.
Deux hypothèses sont avancées pour expliquer le nom de Saint-Malo : 
- de sant Maloù, saint breton (VIIe siècle) ;
- de Malo, martyr (IVe siècle).

## Histoire
La première mention connue du nom de la commune remonte à 1535.
En 1737, dans la nuit du 27 au 28 septembre, un grave incendie se déclare au village. Plusieurs habitants, ayant tout perdu, sont en tres mauvais etat de misere.
En 1906, le nombre d'habitants de Saint-Malo, qui compte 147 maisons, s'élève à 450 individus. La commune compte un curé, un instituteur et une institutrice publics, quatre cantonniers, un garde champêtre et un garde forestier. Il y a très peu de commerçants : 1 épicier et 1 épicière, 1 aubergiste, 2 marchands de porcs. Les artisans sont plus nombreux : 6 couturières, 4 charrons, 4 tisserands, 4 sabotiers, 3 bûcherons, 2 charbonniers, 2 maréchaux-ferrants, 1 maçon, 1 charpentier, 1 roulier, 1 bourrelier et 1 cerclier. La profession la plus représentée est celle de cultivateur (75), suivie par les ouvriers agricoles (20) - qualifiés de domestiques -, les journaliers (9), les fermiers (7) et les manœuvres (2). On recense également dans la commune 10 rentiers et rentières. Au total, on relève à Saint-Malo 25 professions différentes. Il n’y a, selon le recensement de 1906, ni médecin ni notaire ni cabaretier ni sage-femme dans la commune. Enfin, 38 « enfants assistés » et autres nourrissons sont placés dans des familles du village.
Le 11 février 1937, la commune prend le nom de Saint-Malo-en-Donziois.

### Seigneurs
- Fr. de Fontenay (1545) ;
- Roger de Bussy-Rabutin (1652) ;
- François de Guibert (XVIIe siècle) ;
- 1692 : Edme-Ravaud de Vieilbourg, seigneur du prieuré de Cessy, Coche et Vielmanay[20] ;
- Abbé de Bourras (XVIIIe siècle).

### Armorial
Blason d'un des seigneurs de Saint-Malo :

Famille de Rabutin.

## Politique et administration
| Période                                  | Période   | Identité       | Étiquette | Qualité     |
| ---------------------------------------- | --------- | -------------- | --------- | ----------- |
| mars 2001                                | mars 2014 | Jules Pérot    | SE        | Retraité    |
| mars 2014                                | en cours  | Pascal Fassier | SE        | Agriculteur |
| Les données manquantes sont à compléter. |           |                |           |             |

## Démographie
L'évolution du nombre d'habitants est connue à travers les recensements de la population effectués dans la commune depuis 1793. Pour les communes de moins de 10 000 habitants, une enquête de recensement portant sur toute la population est réalisée tous les cinq ans, les populations de référence des années intermédiaires étant quant à elles estimées par interpolation ou extrapolation. Pour la commune, le premier recensement exhaustif entrant dans le cadre du nouveau dispositif a été réalisé en 2007.

En 2022, la commune comptait 142 habitants, en évolution de +10,08 % par rapport à 2016 (Nièvre : −3,28 %, France hors Mayotte : +2,11 %).
| 1793 | 1800 | 1806 | 1821 | 1831 | 1836 | 1841 | 1846 | 1851 |
| ---- | ---- | ---- | ---- | ---- | ---- | ---- | ---- | ---- |
| 364  | 304  | 404  | 412  | 431  | 497  | 499  | 498  | 587  |

| 1856 | 1861 | 1866 | 1872 | 1876 | 1881 | 1886 | 1891 | 1896 |
| ---- | ---- | ---- | ---- | ---- | ---- | ---- | ---- | ---- |
| 600  | 605  | 631  | 655  | 673  | 637  | 616  | 567  | 565  |

| 1901 | 1906 | 1911 | 1921 | 1926 | 1931 | 1936 | 1946 | 1954 |
| ---- | ---- | ---- | ---- | ---- | ---- | ---- | ---- | ---- |
| 526  | 457  | 432  | 358  | 287  | 265  | 247  | 250  | 235  |

| 1962 | 1968 | 1975 | 1982 | 1990 | 1999 | 2006 | 2007 | 2012 |
| ---- | ---- | ---- | ---- | ---- | ---- | ---- | ---- | ---- |
| 220  | 199  | 154  | 127  | 121  | 115  | 129  | 131  | 131  |

| 2017 | 2022 | - | - | - | - | - | - | - |
| ---- | ---- | - | - | - | - | - | - | - |
| 128  | 142  | - | - | - | - | - | - | - |

## Culture locale et patrimoine

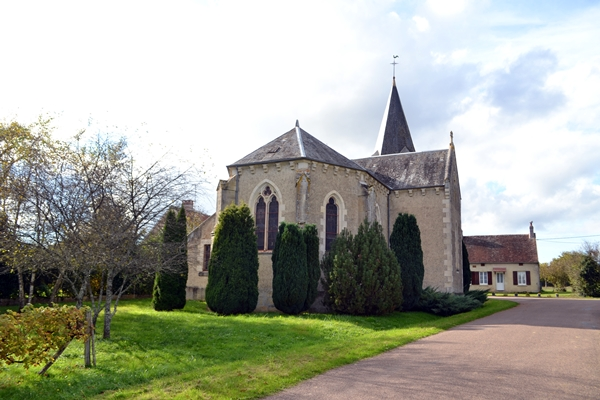
Église de Saint-Malo-en-Donziois.

### Lieux et monuments
- Ancienne abbaye cistercienne de Bourras[25].
- Église composée d'un chœur moderne, d'une nef à fenêtres gothiques du XVIe siècle et d'un clocher-porche également moderne[26].

#### Vestiges archéologiques
- Une plate-forme rectangulaire située au sud-ouest du Beauchot apparaît sur des photos aériennes, constituant peut-être une enceinte protohistorique[27].
- Des tuiles romaines ont été trouvées au lieu-dit les Tailles[28].

## Galerie

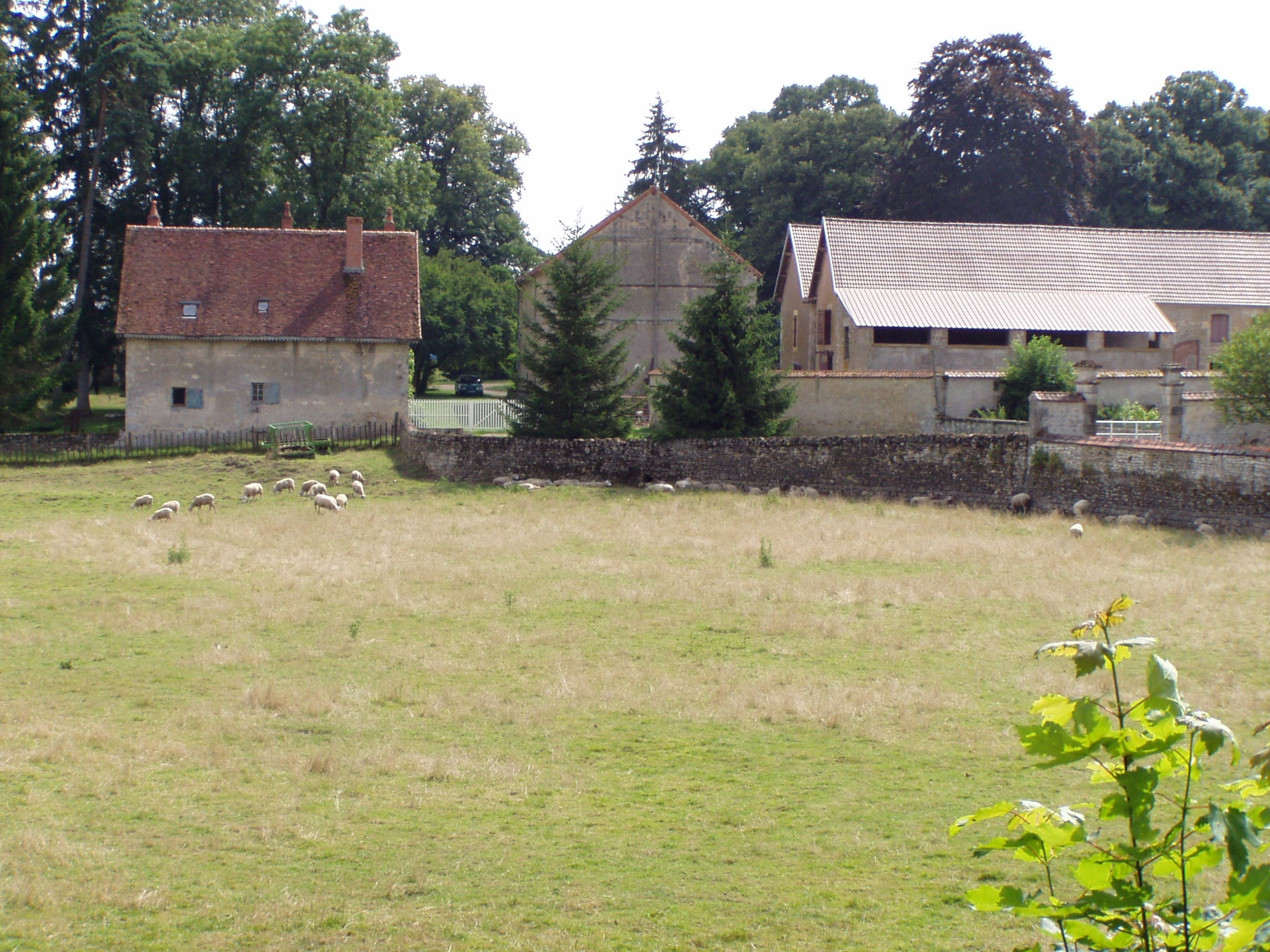
Ancienne abbaye de Bourras.
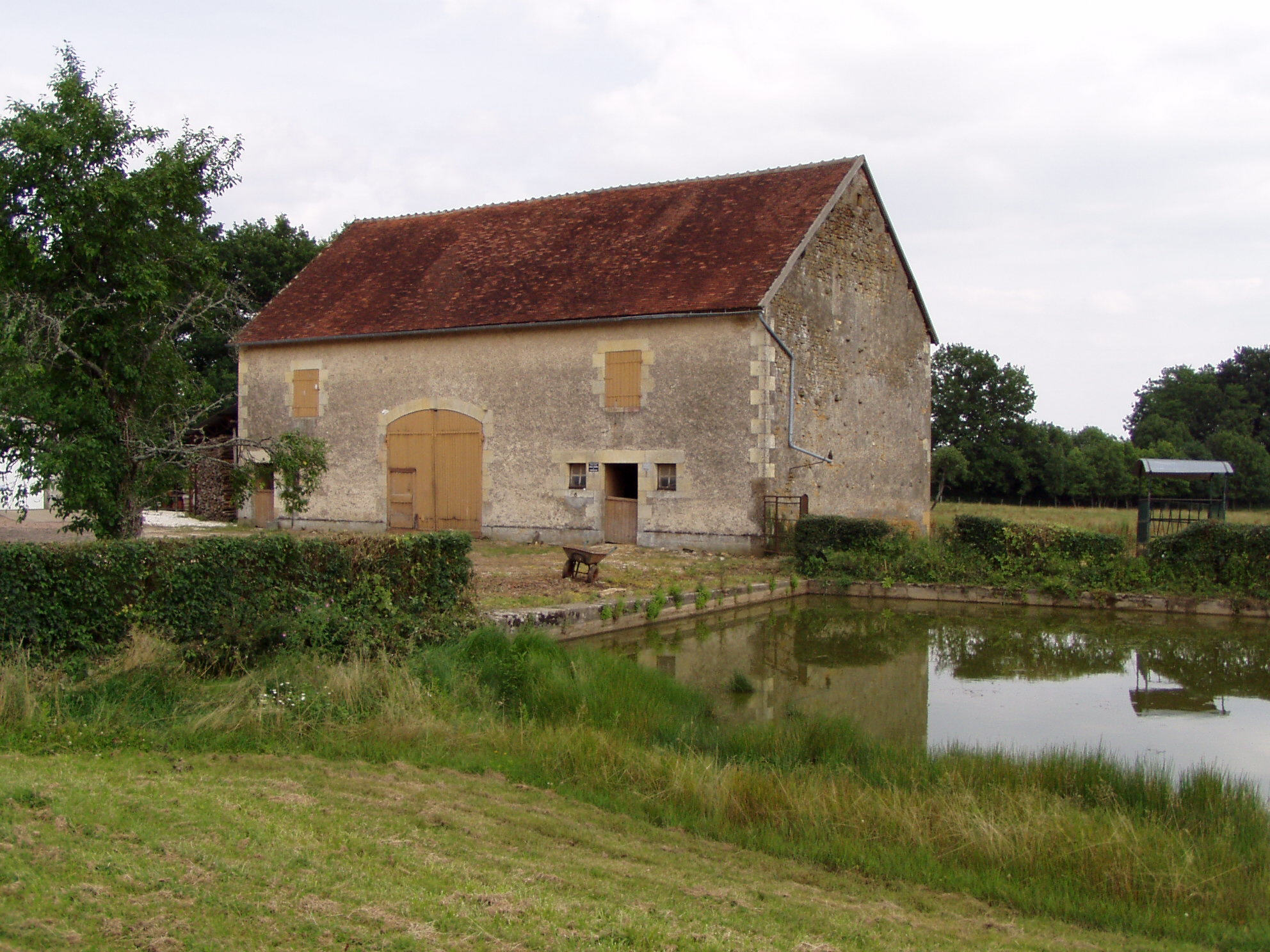
Hameau du Beauchot.
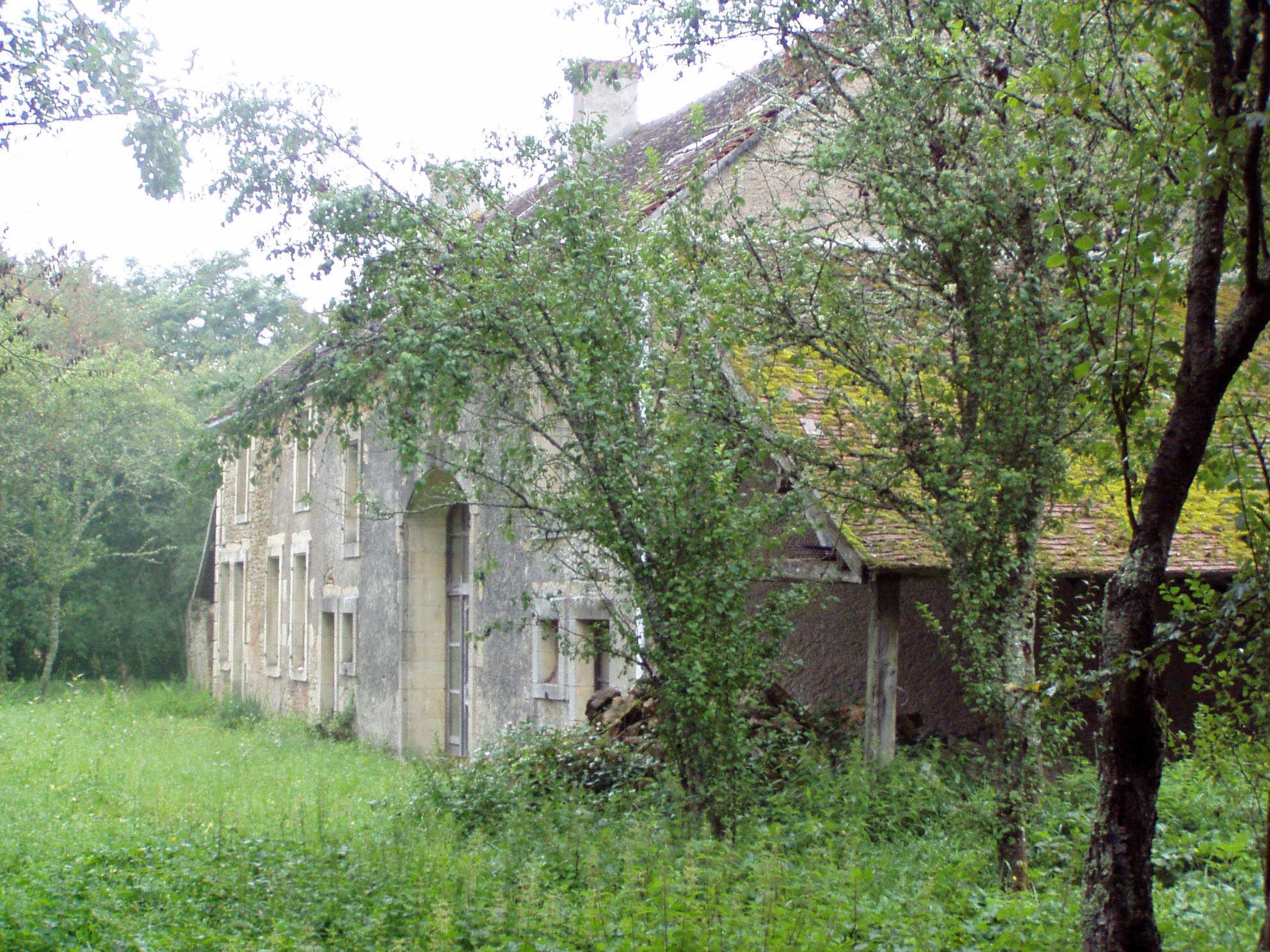
Les Satiats.

### Personnalités liées à la commune
- Poète et pamphlétaire, Jacques Carpentier de Marigny (1615-1670) fut le prieur de Coche, Saint-Malo-en-Donziois, Vielmanay.
- Roger de Bussy-Rabutin (1618-1693), philosophe et écrivain épistolaire, pamphlétaire, satirique, libertin, membre de l'Académie française et seigneur de Saint-Malo (1650).
- Jean-Louis Fromont, bernardin de l'abbaye de Bourras, fit partie des 61 prêtres nivernais déportés en 1794[29].
- Homme politique, Félix Ducoudray (1842-1898), médecin habitant à Bourras-l'Abbaye, commune de Saint-Malo-en-Donziois dont il fut maire. Lors de la Commune de Paris, il présenta un projet d'organisation de crèches.
- Huguette Geoffroy (1928-1944), jeune résistante nivernaise morte des suites de ses blessures au château de Bourras[30]. Une stèle à sa mémoire est inaugurée le 21 juillet 2024[31].